# Stephanotrypeta brevicosta
Stephanotrypeta brevicosta är en tvåvingeart som beskrevs av Friedrich Georg Hendel 1931. Stephanotrypeta brevicosta ingår i släktet Stephanotrypeta och familjen borrflugor. Inga underarter finns listade i Catalogue of Life.